# Jablana, Zagorje ob Savi
Jablana este o localitate din comuna Zagorje ob Savi, Slovenia, cu o populație de 90 de locuitori.